# Saxby-kulingstormen 1869
Saxby-kulingstormen 1869 (engelska: 1869 Saxby Gale) var en tropisk cyklon som främst slog till mot Bay of Fundy i östra Kanada natten mellan 4 och 5 oktober 1869. Stormen namngavs efter löjtnanten Stephen Martin Saxby, som genom sina astronomiska studier lyckats förutsäga en storm ute på Nordatlanten vid denna tidpunkt.

### Fotnoter
1. ↑  ”October Hurricane History” (på engelska). WFAA. Arkiverad från originalet den 28 september 2014. https://archive.is/20140928151720/http://web.live.weatherbug.com/StormCentral/2/StormCentral.aspx?no_cookie_zip=75035&no_cookie_stat=PLANO&no_cookie_world_stat=&zcode=Z5010&story_id=5496&lid=SCSPS. Läst 28 september 2014.